# Aj (folyó)
Az Aj (oroszul: Ай, baskír nyelven Әй) folyó Oroszország európai részén, a Cseljabinszki területen és Baskíriában; az Ufa középső szakaszának bal oldali mellékfolyója.

## Földrajz
Hossza: 549 km, vízgyűjtő területe: 15 000 km², évi közepes vízhozama a torkolatánál: 84 m³/sec. Teljes esése kb. 720 m.
A Déli-Urálban, az Ural-tau- és az Avaljak-hegy között (más forrás szerint a Jagodnij- és az Urenyga-hegy között) fekvő Kljukvennoje nevű mocsárból ered, 880 m tengerszint feletti magasságban, Zlatouszttól délnyugatra.
A Cseljabinszki területen végig hegyek között folyik; kezdetben északkelet felé, majd Zlatousztnál északnyugatra, nyugatra fordul. Baskíria területén a hegyek közül kiérve dombos vidéken halad észak, északkelet felé a Jurjuzany–Aj-síkságon, majd az Ufai-plató karsztos vidékén át. Uszty-Ajszk (jelentése: 'Aj-torkolat') falunál ömlik az Ufába, 160 m tengerszint feletti magasságban.
November elejétől április közepéig jég alatt van. Felső folyásának vidékén a Déli-Urál hegyeit és előhegyeit sűrű fenyveserdő borítja, alsó folyásán erdős sztyepp az uralkodó, melyet sok helyen felszántottak.

### Jelentősebb mellékfolyók
- Jobbról: Kusza, Nagy-Arsa, Kigi, Nagy-Ik, Ik
- Balról: Nagy-Szatka.

## Települések, ásványi kincsek
A folyó mentén a legnagyobb település Zlatouszt, nehézipari központ, kohászata és fegyvergyártása híres. Közelében, az azonos nevű folyó torkolatánál fekszik Kusza, járási székhely. Szulejka környékén jelentős bauxitlelőhelyek találhatók. 
Baskíriai területen a folyó mentén kisebb falvak sorakoznak, ezen a vidéken megművelt földek  húzódnak.  